# Hölzerlips
Hölzerlips (* 7. Oktober 1776 in Rod am Berg; † 31. Juli 1812 in Heidelberg, bürgerlich Georg Philipp Lang) war ein Räuber aus dem Gebiet um Fulda.

## Namen und Herkunft
Sein Räubername erklärt sich so: Hölzer: handelt mit Holzwaren; Lips ist die Kurzform von Philipp. Seine Eltern waren Nicolaus Lang und Felicitas Maria geb. Hofmann.

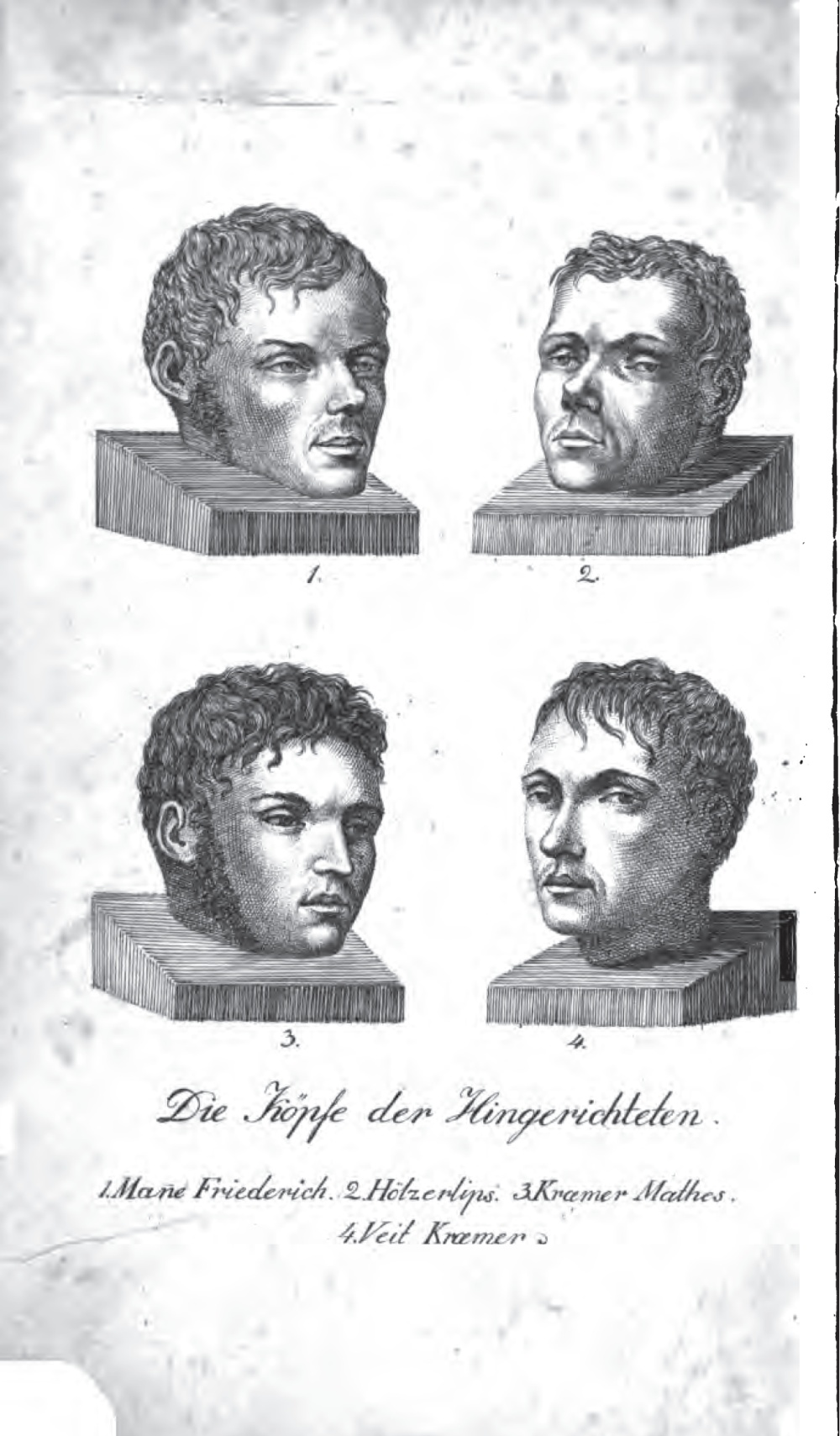
Die Köpfe von vier Mitgliedern der Hölzerlipsbande

Der Hölzerlips gehörte dem Fahrenden Volk der Jenischen an. Über seine Kindheit ist wenig bekannt. Ohne Erziehung blieb er bei seinem Vater, bis er eine Frau fand.

## Räuberleben
Nach einem Diebstahl in Frankfurt-Berkersheim am 4./5. August 1809 wurde er in Bergen mit Jakob Heinrich Vielmetter und dessen Sohn Johannes wegen Landstreicherei eingekerkert. Er behauptete, sich bis dahin keines Verbrechens schuldig gemacht zu haben. Hölzerlips und der Vielmetter-Sohn konnten aus der Haft entfliehen, während Jakob Vielmetter nach Gießen ausgeliefert wurde. Vielmetter war der Kopf der Wetterauer Bande, mit der Georg Philipp Lang fünf Diebstähle beging.
Im Gegensatz zu seiner Aussage in Bergen hatte der Hölzerlips bis zur Gefangennahme schon wiederholt Straftaten mit der Wetterauer Bande verübt; u. a. waren dies nach den Untersuchungen des Gießener Richters Grolmann:
- der Diebstahl eines Esels in der Nacht vom 8. auf den 9. Juli 1807 in einer Mühle zu Ober-Wöllstadt,
- der versuchte Diebstahl von Gänsen und Ziegen in Ilbenstadt im Jahre April 1808,
- ein Kirchenraub in Höchst im April 1808,
- ein versuchter Straßenraub zwischen Wirtheim und Aufenau im April 1808,
- ein Straßenraub im Büdinger Wald am 9. April 1808, woran mit dem Überrheiner Han-Adam, eigentlich Johann Adam Steininger, auch ein Mitglied der ehemaligen Schinderhannes-Bande teilnahm,[3]
- der Diebstahl von Zinn und Küchengerät auf einem Hof bei Frankfurt am Main,
- ein versuchter Diebstahl zu Nieder-Eschbach im Jahr 1808,
- ein Einbruch und Diebstahl in Nieder-Roden am 15. März 1809,
- und der Diebstahl in Preungeshein in der Nacht auf den 1. August 1809.[4]

Während seiner Gefangenschaft lernte seine Frau einen anderen Mann namens Heinrich Pfeifer kennen, mit dem sie Hölzerlips kurz nach dessen Freilassung oder auch Flucht aus Bergen verließ. Später lernte er eine weitere Frau kennen. Als diese mit seinen zwei Kindern verhaftet wurde, ging er in Heidelberg eine Beziehung mit einer Frau namens Catharina Weis (auch Orthweis) ein.
Weitere Straftaten des Hölzerlips waren:

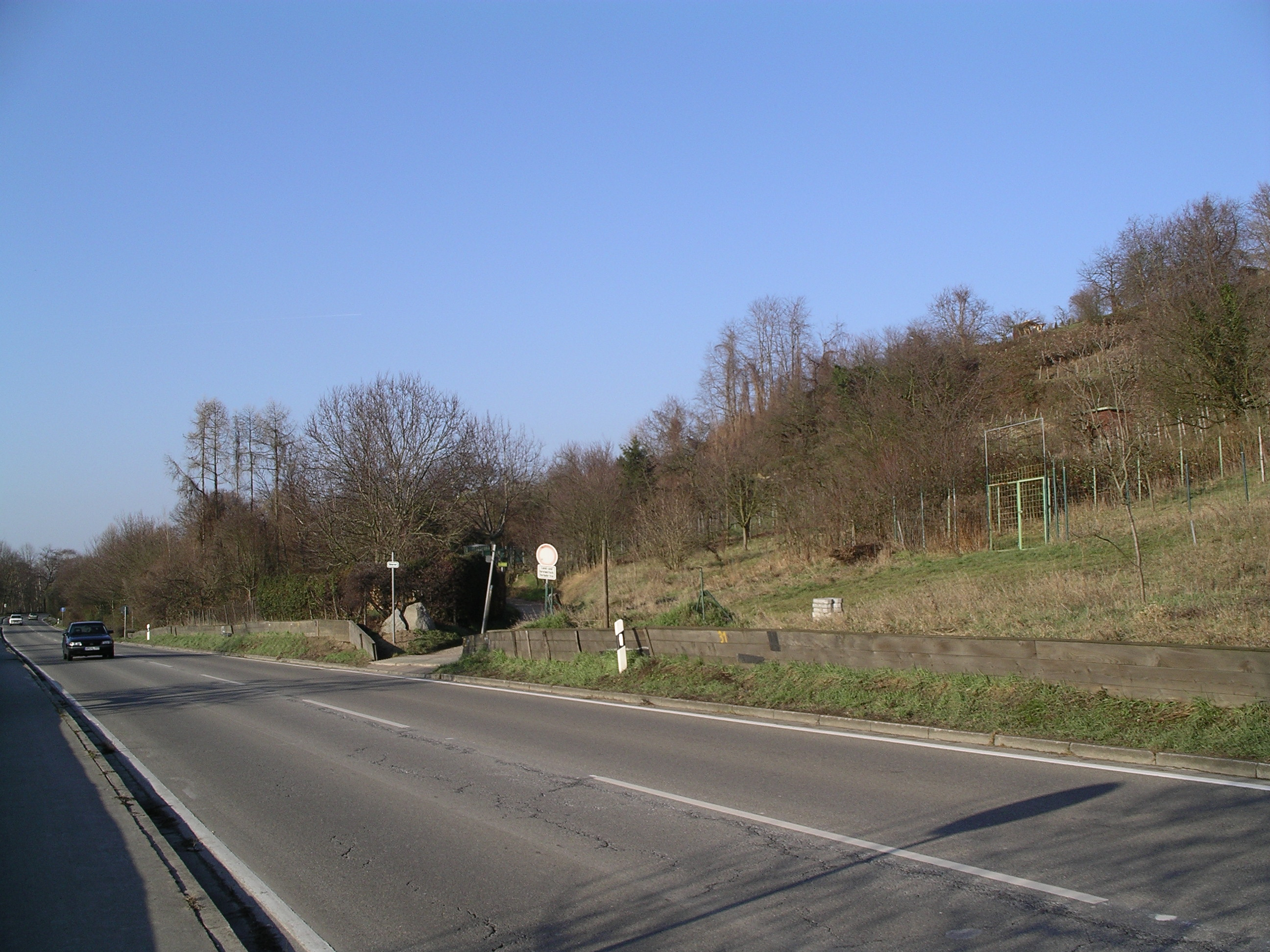
Der Tatort des Überfalls: Chaussee vor Hemsbach (heute B3)

- Der Diebstahl „an der neuen Herberge“ bei Lieblos in der Nacht vom 7. auf den 8. September 1810. Dabei stahlen der Hölzerlips, Johann Adam Wehner und Mathes „Krämer-Mathes“ Österlein Batist im Werte von 5.722 fl.[6]
- Ein Einbruch und Diebstahl in Messel in der Nacht vom 3. auf den 4. Juli 1810,
- ein Straßenraub bei Dörnigheim am 25. Januar 1811
- die Beraubung eines Reiters zwischen Obernburg am Main und Wertheim,
- undatiert ist der Straßenraub bei Hainchen in der Nähe von Himbach.[7]
- In der Nacht zum 1. Mai 1811 wurden Hans Jacob Rieter, Kaufmann aus Winterthur, und Rudolf Hanhart aus Zürich, die sich mit ihrer Postkutsche auf der Rückreise von der Frankfurter Messe befanden, auf der Bergstraße zwischen Laudenbach und Hemsbach überfallen. Dabei wurden der Kutscher und die Reisenden verletzt, Jacob Rieter so schwer, dass er am 5. Mai in Heidelberg starb. Beteiligt waren an dem Raubmord Philipp Friedrich Schütz, genannt Mannefriedrich, Hölzerlips, Veit Kämer, Krämer Mathes und Sebastian Lutz.

Die gesamten Taten der Odenwälder Banden beruhten auf „Delinquenz“ und waren meist der Kleinkriminalität zuzuordnen.
Der Überfall bei Hemsbach, bei dem ein Reisender zu Tode kam, widersprach den sonstigen Verbrechen und erregte großes Aufsehen. Das nahm der Großherzoglich Badische Stadtdirektor Ludwig Pfister in Heidelberg zum Anlass, eine Kampagne gegen fahrendes Volk im Odenwald zwischen Main und Neckar zu führen. Nach ersten Ermittlungen stellte er Hölzerlips als Anführer des Überfalls dar. Pfister sah in den Vorgängen die „kriegerische Konfrontation zweier Gesellschaftklassen.“ Er selbst verwendete den Begriff „Menschenklasse.“

## Des Räubers Ende

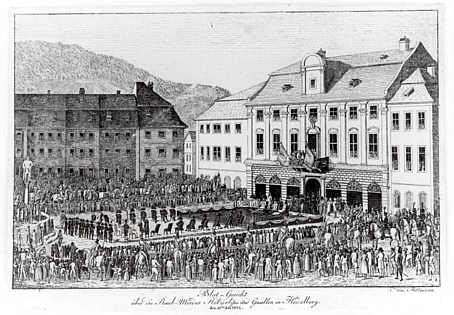
Darstellung des Blutgerichts über die Hölzerlipsbande. Von Friedrich Rottmann (1768–1816) Heidelberg 1812

Veit Krämer wurde bereits am 4. Mai 1811 mit Frau und Kind bei Sickenhofen verhaftet. Der Darmstädter Richter Carl Friedrich Brill entdeckte die wahre Identität des Inhaftierten, der sich Valentin Schmitt nannte. Krämer verriet dann seine Kumpane, sodass man u. a. einen Steckbrief vom Hölzerlips anfertigen konnte, der schließlich auch zu dessen Verhaftung in Hanau führte.
Nach Abschluss der Untersuchungen wurden die Akten am 15. Oktober 1811 dem Großherzoglich Badischen Hofgericht in Mannheim vorgelegt, das nach den damals gültigen Rechtsvorschriften einen Verteidiger für die Angeklagten bestellte und ein Schlussverhör anordnete. Dies war notwendig, weil die Todesstrafe oder zumindest Zuchthausstrafen zu erwarten waren.
Der Verteidiger der Bande gab u. a. an, „der Hölzerlips stamme aus Eckardroth, der uralten Herberge der Räuber und Gauner.“ Zusammen mit Veit Krämer belastete der Hölzerlips nach seiner Gefangennahme Johann Georg Gottschalk aus Ilbenstadt, vulgo der Schwarze Jung, schwer.
Das hessische Amt Steinheim lieferte die Konkubine des Hölzerlips, die man von Hanau dahin überführt hatte, nach Heidelberg aus. Dort nannte sie sich zunächst die „Spitzin“, auch ihr 7-jähriger buckliger Bube gab als Name „Spitz“ an. Sie und auch der ebenfalls aus Hanau überstellte Manne Friedrich und seine Frau und deren ebenfalls 7-jähriger Bube leugneten alle vehement, den Hölzerlips zu kennen. Erst nach der Androhung (und Ausübung) von körperlicher Gewalt gaben die Beschuldigten ihre wahren Namen und ihre Bekanntschaftsverhältnisse preis. Dabei ereigneten sich immer wieder tumultartige Szenen, da der gegenseitige Umgang der Beschuldigten nicht gerade höflich war. Der Sohn der Katharina Weis fiel durch besonders vulgäre Beschimpfungen des Veit Krämer auf, dem er ein fleischliches Verhältnis mit seiner Mutter unterstellte. Die Weisin selbst, der man das Versteck von Diebesgut entpresste, beleidigte den Hölzerlips, weil der ihr im Falle des Verrats mit dem Tod gedroht hatte. Die Befragung der Bande und die Wahrheitsfindung zogen sich über mehrere Wochen. Vor allem die Weisin leugnete bis zuletzt.
Im Gefängnis unternahmen die Gefangenen einen Ausbruchsversuch, sägten die Gitterstäbe durch und versuchten einen Mauerdurchbruch, wurden aber entdeckt.
Bei der Urteilsverkündigung sagte der Hölzerlips, er nehme das Urteil an, setzte sich aber vehement für den mitangeklagten Andreas Petry ein.
Hölzerlips wurde am 31. Juli 1812 zusammen mit seinen Mittätern Mannefriedrich, Krämer Mathes und Veit Krämer in Heidelberg nach einem Blutgericht hingerichtet. Andreas Petry und Sebastian Lutz wurden auf dem Blutgerüst zu lebenslanger Haft in Mannheim begnadigt.
Pfister betonte ausdrücklich, dass er den Hölzerlips nicht als „Räuberhauptmann,“ aber als gelegentlichen „Anführer bei einzelnen Räubereien“ ansah. Als er aber den großen Erfolg seiner „Actenmäßigen Geschichte,“ die er 1811 vollendet und 1812 veröffentlicht hatte, sah, stilisierte er in seinem „Nachtrag“ den Georg Philipp Lang zum Odenwälder Räuberhauptmann. So überredete er diesen, doch die schweren Ketten bei der Hinrichtung zu tragen, damit man sehe, was für ein bedeutender Räuber er sei. Lang hatte sich zuvor darüber beschwert, dass die Ketten zu schwer seien.
Darin sehen moderne Autoren durchaus den Versuch, dass man die Figur des Hölzerlips zu einem Gegenstück des Schinderhannes machen wollte.

## Nachwirken
Eine in den späten 1970er Jahren in Deutschland aktive Folkband nannte sich HölzerLips. Ihre 1978 erschienene Langspielplatte Jenischer Schall enthält ausschließlich Lieder über Hölzerlips und seine Mitstreiter. Die Texte sind historisch verbürgt und in jenischer Sprache; die Musik ist neu komponiert, da dafür keine Quellen existieren.
Seit 2008 verkaufen die Eichbaum-Brauereien ein „Rotes Räuberbier“, das laut Etikett dem Räuber Hölzerlips gewidmet ist.